# 福雷倫巴赫河 (威悉河支流)

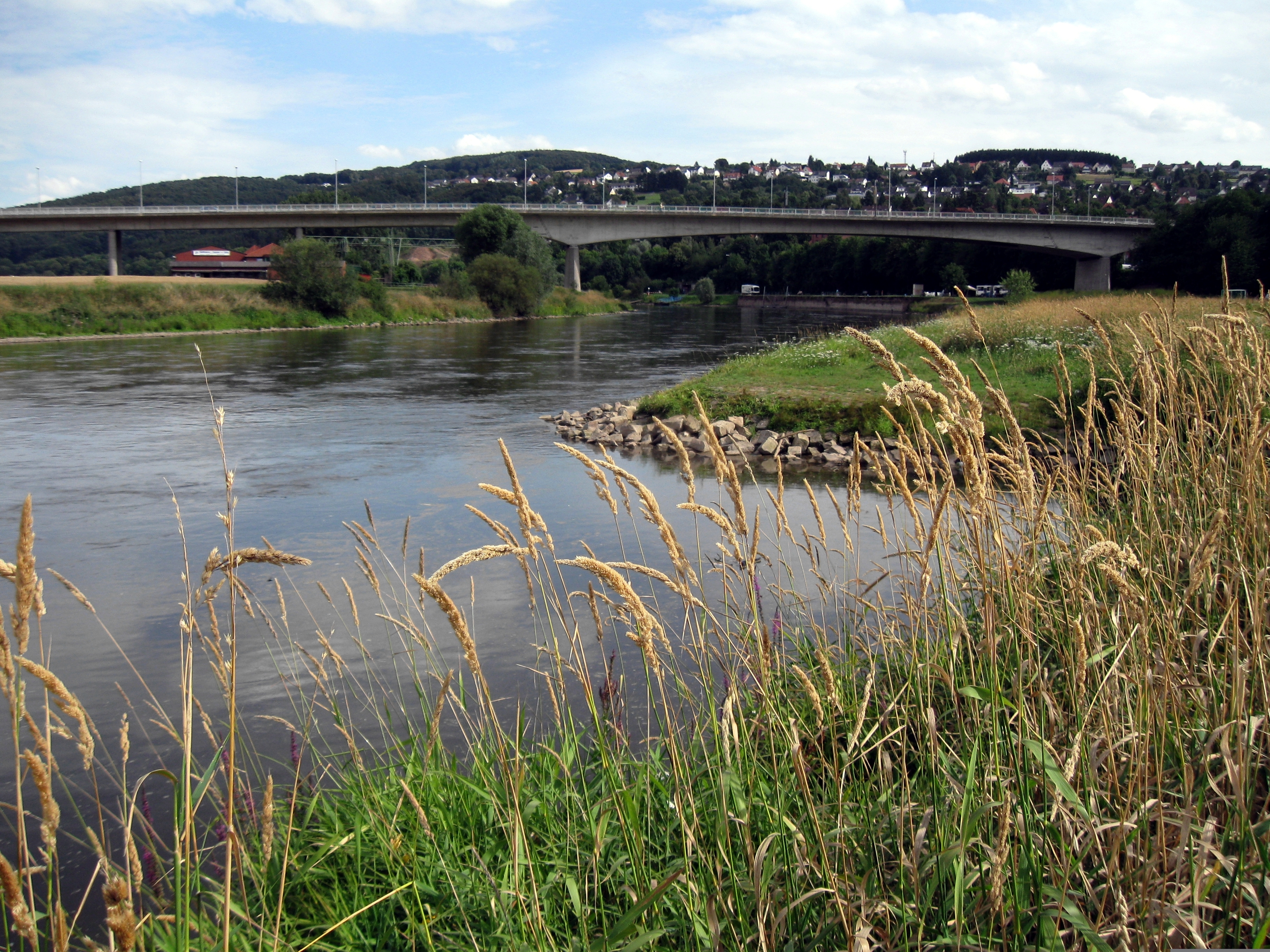
福雷倫巴赫河（威悉河支流）

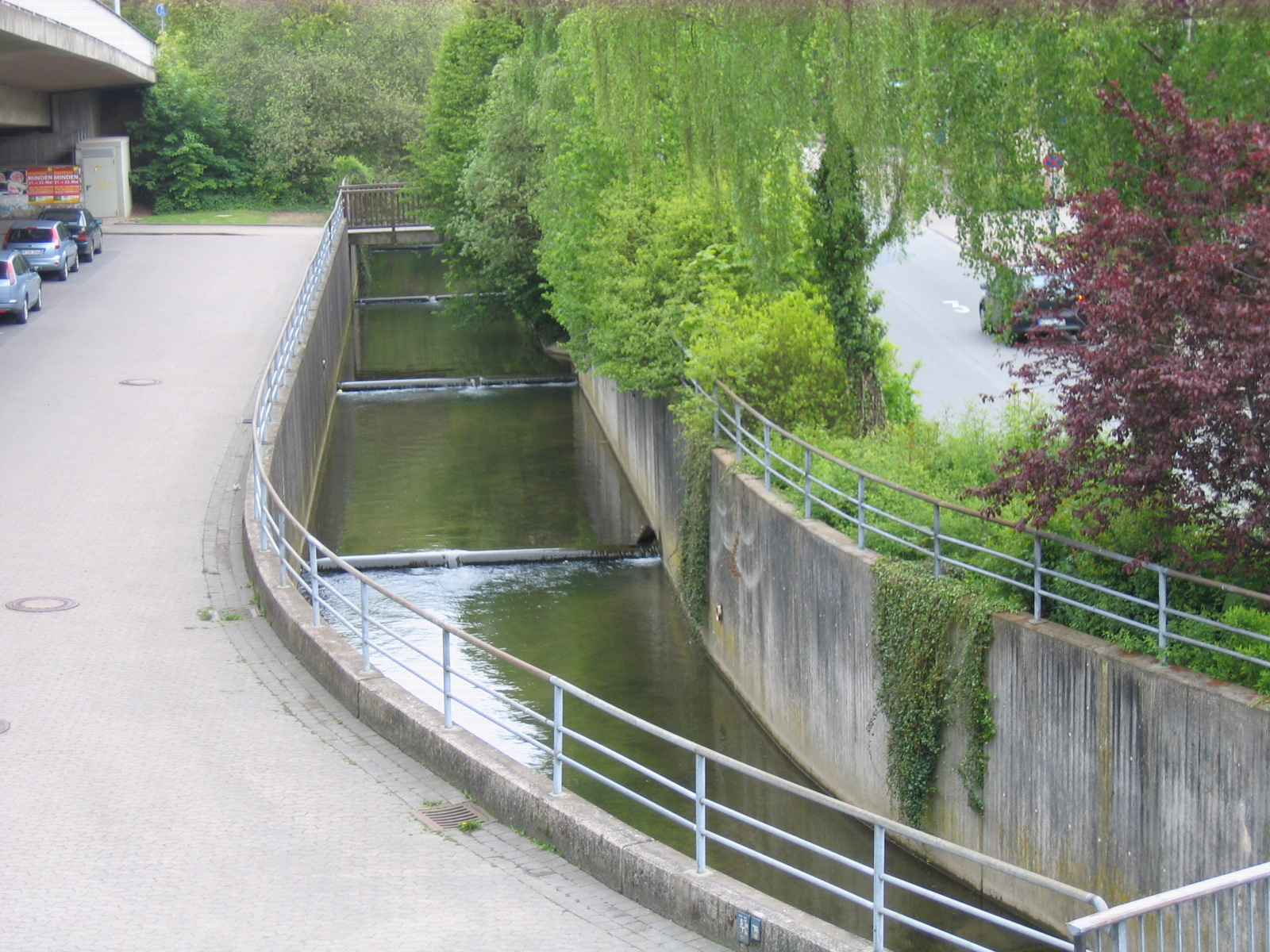
河上魚道

52°10′17.67″N 8°51′56.48″E / 52.1715750°N 8.8656889°E
福雷倫巴赫河（德語：Forellenbach），是德國的河流，位於該國西部，流經北萊茵-威斯特法倫州，屬於威悉河的左支流，河道全長11.4公里，流域面積32.6平方公里。